# David et Madame Hansen
Pour plus de détails, voir Fiche technique et Distribution.
David et Madame Hansen est un film dramatique écrit, produit, réalisé et monté par Alexandre Astier, qui en tient également le rôle principal et en a composé les musiques, sorti le 29 août 2012. Le film a longtemps été connu sous l'appellation « Projet A.A » (en référence aux initiales d'Alexandre Astier). Il s'agit du premier long-métrage réalisé par Astier, qui était déjà réalisateur de la série qu'il a créée : Kaamelott. Hormis Alexandre Astier, aucun acteur de la série n'est présent dans le casting du film ; seul Jean-Christophe Hembert est impliqué, comme producteur exécutif.

## Synopsis
David (Alexandre Astier) est ergothérapeute, récemment arrivé dans une clinique pour riches patients, dans le canton de Vaud, en Suisse. Un matin, on lui confie une riche patiente, Madame Hansen-Bergmann (Isabelle Adjani), souffrant d'amnésies passagères et d'une canitie post-traumatique, avec pour mission de l'emmener dans le village voisin pour acheter une nouvelle paire de chaussures. Contre son gré, il se lance avec elle dans une course-poursuite haletante au cours de laquelle il découvre la vie passée de sa patiente et les origines du mal dont elle souffre.

## Fiche technique
- Titre original : David et Madame Hansen
- Réalisation : Alexandre Astier
- Scénario : Alexandre Astier
- Image : Fabrice Moindrot
- Décors : Seymour Laval
- Costumes : Carine Sarfati
- Son : Lucien Balibar, Yoann Veyrat, Louis Molinat
- Montage : Alexandre Astier
- Musique : Alexandre Astier
- Production : Alexandre Astier et Agathe Sofer
- Producteur délégué : Romain Le Grand
- Producteur exécutif : Jean-Christophe Hembert, Eric Hubert
- Sociétés de production : Pathé, Regular, France 3 Cinéma, Cinémage 6
- Société(s) de distribution : Pathé Distribution
- Budget : 7 millions d'euros[3]
- Pays de production :  France
- Langue : français
- Format : couleur
- Genre : drame
- Durée : 89 minutes
- Tournage : mars à mai 2011, en région parisienne, Franche-Comté, Savoie et Haute-Savoie.
- Dates de sortie :
  - France : 29 août 2012
  - Belgique : 5 septembre 2012
  - Suisse : 26 septembre 2012[4]

## Distribution
- Isabelle Adjani : Madame Hansen-Bergmann
- Alexandre Astier : David
- Julie-Anne Roth : Clémence, la fiancée de David
- Victor Chambon : Hugo, le frère cadet de Clémence
- Jean-Charles Simon : le docteur Reiner
- Daphné Bürki : Perrine
- Sébastien Lalanne : Gilles
- Élodie Hesme : Hélène
- Cindy Cayrasso : Sophie
- Pauline Moingeon Vallès : Karine
- Stéphanie Heiser : la secrétaire du docteur Reiner

## Historique du projet
Le personnage joué par Isabelle Adjani devait être un homme nommé « M. Karlsson » (qui devait être le titre du film) et être interprété par Alain Delon mais en septembre 2009, Pathé annonce que le projet est mis en suspens pour quelque temps en raison d'un conflit entre le réalisateur et l'acteur principal. Finalement, Alexandre Astier réécrivit son scénario pour Adjani et renomma le personnage Mme Hansen-Bergmann. 
Le tournage commence au printemps 2011. Il se déroule en France dans le Jura, en Savoie et la région parisienne. La sous-préfecture de Haute-Savoie, Bonneville, a été « maquillée » en village suisse pour certaines scènes d'extérieur.

## Autour du film
Une partie du film est tournée dans la maison Louis Carré (œuvre de l'architecte finlandais Alvar Aalto), devenue la demeure abandonnée de Mme Hansen-Bergmann.

## Réception

### Critiques
Le film reçoit de la presse des critiques globalement moyennes avec une moyenne de 2,4 sur 5 réalisée par Allociné à partir des critiques de 15 journaux. Les critiques des spectateurs sont dans l'ensemble plus positives avec une moyenne de 3,5 sur 5 pour un total de 1 128 notes enregistrées par Allociné. L'agrégateur Rotten Tomatoes rapporte 44 % de critiques positives.

### Box-office
Lors de son premier jour d'exploitation, le film réalise le meilleur démarrage de la semaine dans les cinémas parisiens, avec 752 entrées pour une diffusion dans 15 salles. Le film enregistre 55 398 entrées lors de la première semaine, et étend son nombre de copies par la même occasion. À la fin de sa période d'exploitation, le film totalise 99 715 entrées.